# Pilaria tokionis
Pilaria tokionis är en tvåvingeart som först beskrevs av Alexander 1920.  Pilaria tokionis ingår i släktet Pilaria och familjen småharkrankar. Inga underarter finns listade i Catalogue of Life.